# Antoine Couillard
Ne pas confondre avec Antoine Couillard, poète français.
Pour les articles homonymes, voir Couillard.
Antoine Couillard est un colon français de Fort-Dauphin aux premières heures de la colonisation par la France de Madagascar, grande île du sud-ouest de l'océan Indien. Son nom est Antoine Thaureau, dit le Taureau ; ses autres surnoms étant Couillard et Marovoule ou Marovoulle. C'est un acteur majeur de l'implantation européenne dans la zone malgache de Fort-Dauphin, et un opposant aux gouverneurs de la place, qu'il tenta d'assassiner avec l'aide des indigènes. Il est également l'un des premiers Français à avoir vécu sur l'île de La Réunion, où il fut  exilé en 1654 après avoir séjourné en prison.

## Exil à Bourbon
Le 20 septembre 1654, le navire Ours appareille de Fort-Dauphin ; il arrive douze jours plus tard dans la baie de Saint-Paul à Bourbon où Couillard et 13 hommes sont débarqués et s’établissent «sur le bord d’un étang dans une grande anse qui est à l’Ouest Nord Ouest de l’Isle où est le plus sûr ancrage ».
Le navire leur a apporté « cinq vaches pleines et un petit taureau », qui rejoignent un troupeau de 25 a 30 têtes, descendance des animaux débarqués en 1649 par le capitaine Roger Le Bourg. Les 14 hommes disposent aussi de graines de « tabacq, de melons et autres sortes de légumes ». Au bout de huit jours, L’Ours  retourne vers Madagascar, les abandonnant à leur sort.
En attendant la saison propice à la culture, Couillard et un de ses compagnons décideny de faire un tour complet de l’île. Il découvre l’est et ses rivières, des terres brûlées (par le volcan de la Fournaise), puis une "petite contrée où une rivière traverse tout le pays" (la plaine du Gol et la rivière Saint-Étienne) ; ils poursuivent par l'ouest et le nord "un pays inhabitable car très aride". Ils seront de retour au bout de onze jours. 
Après cette aventure, ils se mettent au travail, préparent les terrains, sèment et plantent.. Mais trois cyclones les frappent en 1655, 1657 et 1658, dévastant cultures et habitations.
Les cyclones leur apparaissent comme le seul danger de Bourbon : « L’Isle y est fort saine et je peux dire sans mentir, que nous y avons de demeurer sans avoir eu aucun accès de fièvre et aucune maladie l’espace de trois ans et huit mois… »
Le 28 mai 1658 passe le navire anglais Thomas-Guillaume. Le capitaine Gosselin, en route pour les Indes, les embarque comme soldats. A destination, il cède les Malgaches au roi Madraspatam en échange du droit à commercer.